# Convergència per les Illes Balears
Die Convergència per les Illes Balears (Konvergenz für die Balearischen Inseln) ist eine Partei, die sich auf den Baleareninsel Mallorca betätigt.
Sie wurde im Oktober 1982 unter dem Namen Unió Mallorquina (UM) als balearisch-nationalistische Weiterentwicklung der Unión de Centro Democrático (UCD) gegründet, die sich damals in Auflösung befand. Treibende Kraft war hierbei Jeroni Albertí Picornell. 1993 fusionierte sie mit der Unió Independent de Mallorca und der Convergència Balear. 1999 verbündete sie sich mit den Independents per Menorca. 2002 wurde eine Vereinbarung über politische Zusammenarbeit zwischen ihr, der Unió Mallorquina und der Unió Centristes de Menorca getroffen. Nach mehreren Korruptionsskandalen, von denen unter anderem die langjährige Parteivorsitzende Maria Antònia Munar und ihre Nachfolger Miquel Nadal und Miquel Àngel Flaquer betroffen waren, beschloss die Partei 2011 ihre Auflösung und Neugründung als Convergència per les Illes Balears.
Die Unió Mallorquina war Mitglied der Liberalen Internationalen und der ELDR. Als Partei der Mitte unterstützte sie die Regierung des Partido Popular (1987–1991), aber auch der Linken unter dem Vorsitz des Sozialisten Francesc Antich, der 1999 vom Partido Popular die Regierung übernahm. In wechselnden Koalitionen hatte die UM-Parteivorsitzende Maria Antònia Munar von 1995 bis 2007 jeweils die Präsidentschaft des Inselrates (Provinzialparlament) von Mallorca inne.
Bei den Kommunal- und Landeswahlen im Jahr 2007 erreichte UM 31.689 Stimmen (7,45 % auf den gesamten Balearen), was ihr 88 Stadtratssitze einbrachte. Für das Parlament der Balearen erzielte sie 28.082 Stimmen (6,75 % auf den Balearen gesamt) und drei Sitze. Sie war zunächst an der Regionalregierung unter der Führung von Francesc Antich beteiligt, wurde jedoch 2010 aufgrund der Korruptionsaffären aus der Koalition ausgeschlossen. Im gleichen Jahr wurde Josep Melià Qués zum neuen Parteivorsitzenden gewählt, der 2011 die Auflösung und Neugründung der Partei unter anderem Namen vorantrieb. Das sollte die Wahlaussichten der Partei vor den Regionalwahlen im Mai 2011 verbessern, da der alte Name als „stigmatisiert“ angesehen wurde.
Nach einem zweiten Urteil des Oberlandesgerichts der Balearen wurde die frühere Inselratspräsidentin Maria Antònia Munar und damit mächtigste Frau aus der Amtszeit von Jaume Matas (PP) und Francesc Antich (PSOE) am 23. Juli 2013 zu elf Jahren Haft verurteilt. Nachdem bereits im Juli 2012 gegen sie ein Urteil wegen Betrug gefällt wurde, gilt es mit dem zweiten Urteil als erwiesen, dass Frau Munar im Korruptionsfall der Luxussiedlung Can Domenge wegen Amtsmissbrauch, Betrug, Bestechung und weiterer Vergehen verurteilt ist. Da wegen möglicher Auslandsvermögen der Angeklagten von Fluchtgefahr auszugehen ist, darf keine Kaution, wie in anderen Fällen üblich, gestellt werden.
Im Gefängnis ist Frau Munar gemeinsam mit weiteren wegen Korruption angeklagter Parteimitglieder der ehemaligen UM, wie Tomeu Vicens, ehemaliger Generalsekretär der UM, Francesc Buils, ehemaliges Ratsmitglied für Tourismus, sowie Miquel Nadal und Alaró Antoni David Rebassa. Im Prozess hatte ein weiterer Angeklagter ausgesagt, dass 4 Millionen EUR an Schmiergeldern gezahlt worden waren, von denen Frau Munar 600.000 EUR erhalten hatte.